# نواف الغامدي
نواف سعيد الغامدي (مواليد 21 يناير 1999) حارس مرمى كرة قدم سعودي.

## مسيرة اللاعب
لعب في نادي الهلال ونادي الشعلة ونادي جرش.

## روابط خارجية
- نواف الغامدي على موقع قاعدة بيانات كرة القدم.إي يو (الإنجليزية)
- نواف الغامدي على موقع Soccerway.com (الإنجليزية)
- نواف الغامدي على موقع كووورة